# Wenzel Hocke

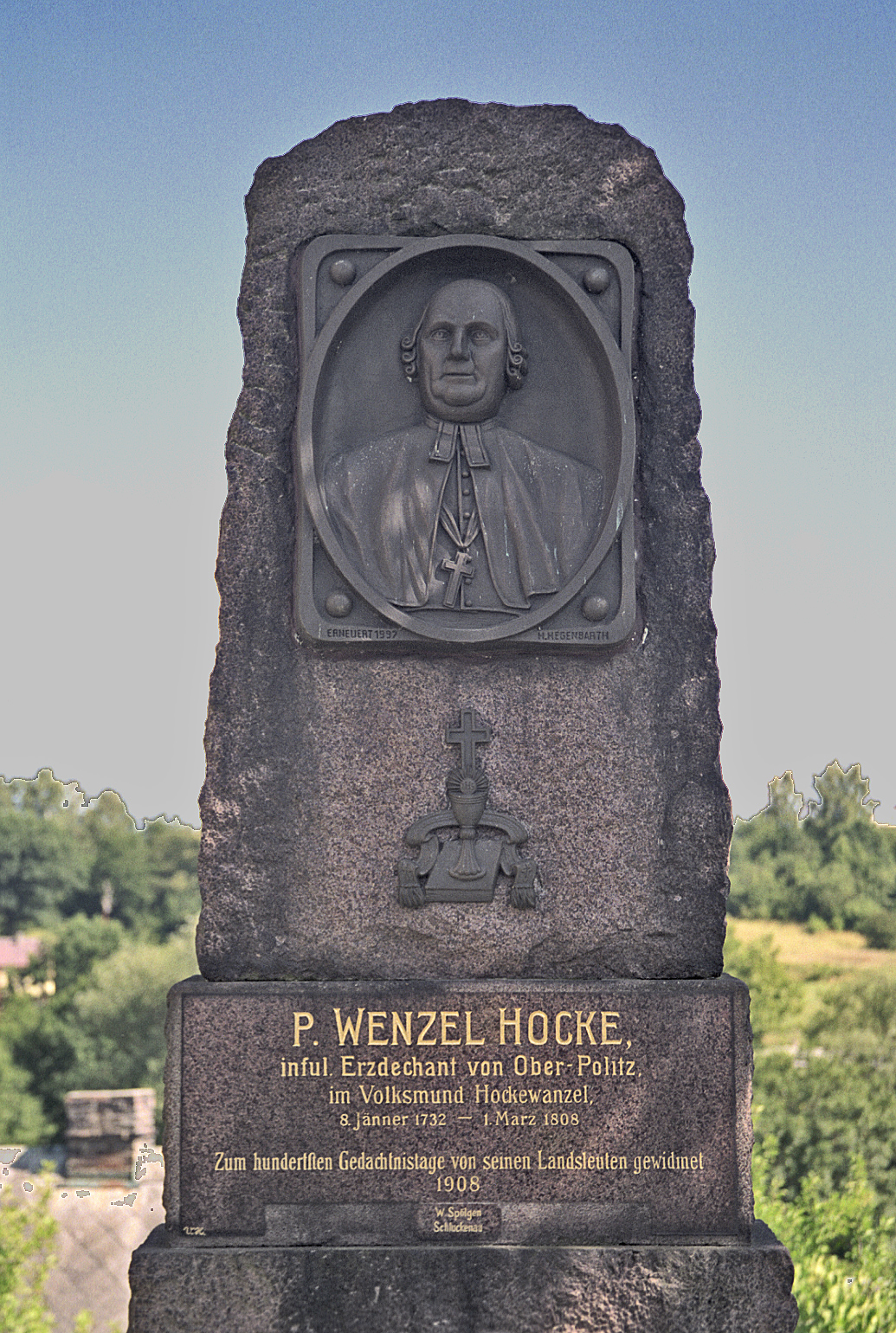
Gedenkstein für Wenzel Hocke in Politz

Wenzel Hocke (getauft am 8. Januar 1732 in Neustadtl; † 1. März 1808 in Oberpolitz), volkstümlich bekannt als Hockewanzel, war katholischer Priester und seit 1779 Erzdechant in Politz. Er war sehr beliebt für seine Menschenfreundlichkeit und galt als Eulenspiegel im Priestergewande – ein Original, das im deutschböhmischen Raum seinesgleichen sucht. Über ihn erzählte man sich lustige Geschichten, die später auch Eingang in die Literatur fanden. Es ist nur belegt, dass Wenzel Hocke am 8. Januar 1732 getauft, nicht aber geboren wurde. Da die Taufpaten zum Teil eine etwas längere Anreise hatten, ist anzunehmen, dass die Geburt etwas vor dem Tag der Taufe war.

## Leben
Wenzel Hocke stammte aus der Familie eines Müllers und wuchs in der Neustadtler Mühle unter der Obhut seiner Mutter auf. Er studierte Theologie und wurde 1756 im Leitmeritzer Dom zum Priester geweiht. Er wirkte 13 Jahre an verschiedenen Orten als Kaplan. 1769 wurde er Pfarrer in Kleinbocken (heute Malá Bukovina) bei Tetschen. 1779 erhielt er die Ernennung zum Erzdechanten von Politz, nachdem sein Vorgänger J. K. Pitsch an der Pest gestorben war. Politz ist der Nachbarort von Neustadtl, Hockes Geburtsort.
Typisch für den neuen Erzdechanten war, dass er sich eines sehr spezifischen und bisweilen barschen Humors bediente, dessen Zielscheibe unter anderem der Leitmeritzer Bischof Ferdinand Kindermann von Schulstein mit dem Bischöflichen Konsistorium oder die Obrigkeit vom Politzer Schloss waren. Das bedeutet jedoch nicht, dass Hocke ein sorgloser Komiker gewesen wäre. Seinen seelsorgerischen Dienst in der Pfarrei leistete er gewissenhaft, davon zeugt der noch erhaltene Visitationsbericht von Bischof Kindermann, in dem es unter anderem heißt: „In der Kirche herrscht mustergültige Ordnung und Sauberkeit ... die Schuljugend ist mustergültig unterrichtet“.
Hocke forderte aber auch vehement die Rechte eines Politzer Erzdechanten ein. Politz war ein bekannter Marien-Wallfahrtsort und deshalb hatte der Erzdechant das Vorrecht der sogenannten Inful, das Tragen von bischöflichen Insignien bei feierlichen Anlässen, aber dieses Privilegium wurde durch die Bischöfe nicht zu oft eingehalten. Bischof Kindermann, der über Hocke so nebenbei schrieb, dass er „ein Mensch mit außergewöhnlicher priesterlicher Reife“ sei, versuchte den Erzdechanten damit zu beruhigen, dass er ihn 1797 zum bischöflichen Vikar ernannte. Schließlich gab er jedoch nach und Hocke wurde das Vorrecht der Inful bestätigt. Kindermanns Nachfolger Wenzel Leopold Chlumčanský von Přestavlk ernannte Hocke 1807 zum Konsistorialrat. Ein Jahr später starb Hocke im Pfarrhaus von Politz. Trotz aller Ehrbezeugungen hatte er stets das Leben eines einfachen Pfarrers vom Land gelebt. Er wurde in Politz auf dem Friedhof bei der Kirche zu Füßen des Friedhofkreuzes begraben, ein Ort, der als ehrenvollster Platz jedes Friedhofs gilt. Das Grab wurde 1945 aufgelöst.

## Beliebtheit nach dem Tod
Auch nach Hockes Tod verflüchtigte sich sein Ruf nicht und die scherzhaften Erzählungen über seine Taten lebten über lange Jahre in den mündlichen Traditionen besonders unter den Deutschböhmen. 1881 brachte Anton Nittel die Nacherzählungen in Buchform heraus. Die Geschichten vom Hockewanzel haben in den folgenden Jahrzehnten eine Reihe von weiteren Ausgaben erlebt.
Einige von Nittels Erzählungen wurden in der Monatszeitschrift der Diözese Leitmeritz Zdislava und auch in der Literarischen Zeitung in tschechischer Übersetzung veröffentlicht.
Die Gestalt des Hockewanzel lieh sich auch der aus Reichenberg stammende Schriftsteller Otfried Preußler für sein Buch Die Flucht nach Ägypten Königlich böhmischer Teil aus, das 1996 auch in tschechischer Übersetzung erschien.